# Skeets
Skeets è un'intelligenza artificiale robotica immaginaria proveniente dal futuro dell'Universo DC. È solitamente visto come compagno di Booster Gold, con cui fu co-protagonista nella serie limitata 52 e nella serie successiva, Booster Gold vol. 2.

## Biografia del personaggio

### Booster Gold
Un ex robot di sicurezza BX9 (costruito dalle Kord Industries o almeno basato sui brevetti delle Kord) al Museo Spaziale, Skeets arrivò dal XXV secolo con Booster Gold (Michael Jon Carter) con notizie a proposito dei successivi 500 anni. Booster utilizzò queste informazioni per diventare ricco e per fermare i disastri prima che potessero avvenire. Il loro successo portò all'entrata di Booster nella Justice League di Maxwell Lord. Durante il periodo di Booster nella League, Skeets fu apparentemente scaricato e messo in magazzino (dove ammazzava il tempo navigando in rete), ma fu pronto ad entrare in azione quando venne riattivato per riparare la tuta di Booster dopo che questa venne maciullata da Doomsday. Anche se non fu in grado di riparare la tuta, Skeets rivelò di nuovo la sua utilità quando Blue Beetle acquisì il "Conduttore di Carne Exoriano", una tecnologia aliena in grado di alimentare la particolare energia del corpo di Booster. Volendo sostituire l'ingombrante armatura sostitutiva che fu costretto a costruire per Booster, Skeets era ancora in grado di aiutare e consigliare il suo proprietario, ma poteva anche prendere il controllo del corpo di Booster e delle sue funzioni motorie quando l'eroe veniva messo fuori gioco. Era anche il capo dei dispositivi più avanzati della tuta, "ragionando" con loro per costringere il suo padrone ad un utilizzo più razionale del Conduttore di Carne.
In teoria, quando il Professor Hamilton creò una nuova tuta per Booster, simile a quella tecnologica originale del XXV secolo (contenente per un breve periodo la coscienza di Skeets nello stesso modo del Conduttore di Carne), Skeets fu ricostruito come un robot autonomo.

### Crisi Infinita
Skeets fu distrutto nell'auto-conclusivo Countdown a Crisi finale da Maxwell Lord e utilizzò una tecnologia di sorveglianza che portò alla morte di Ted Kord. Dopo gli eventi di Il Progetto OMAC, Booster ricomparve dicendo alla sua amica Bea che stava andando a casa.
Booster ricomparve inspiegabilmente con Skeets sulla luna in Crisi infinita n. 2. Arrivarono dopo che Superboy-Prime distrusse la Torre di Guardia della Justice League of America e andarono in cerca dello scarabeo di Blue Beetle. Lo trovarono nel corpo di Jaime Reyes e, insieme a Batman e ad una squadra di eroi, distrussero Brother Eye.

### 52
Dopo gli eventi di Crisi infinita, Skeets tentò di aiutare Booster a ricostruire la sua reputazione, ma nel farlo predisse erroneamente numerosi eventi futuri. Skeets fu poi esaminato da Will Magnus, che disse che non c'era nulla che non andava con lui. Booster e Skeets irruppero poi nel laboratorio di Rip Hunter per domandargli di possibili cambiamenti nel tempo. Booster scoprì che Rip era svanito e trovò su un tavolo delle note su dei fogli che indicavano che Booster era il responsabile dei cambi temporali. Alla fine, Booster perse la sua fama e la sua fortuna dopo che un finto incontro con un "super cattivo" gli si rivolse contro. Comparve poi un nuovo supereroe chiamato Supernova che eclissò velocemente la popolarità di Booster. Booster tentò di riottenere la sua fama prevenendo la fusione di un sottomarino nucleare, ma morì dopo che questo esplose.
Skeets reclutò l'antenato di Booster, Daniel, una settimana dopo al fine di accedere di nuovo al laboratorio di Rip. Il robot lo lasciò intrappolato in un loop temporale a ripetizione dopo che Daniel scoprì le note sui fogli, che indicavano non che era Booster il responsabile dei cambiamenti temporali, ma lo stesso Skeets. Fu Skeets che più avanti inscenò un'invasione a Metropolis al fine di attirare Rip Hunter, che vide il massacro di numerosi civili e altrettanti supereroi. Quando la nuova Justice League di Firestorm cercò di guarirlo, Skeets uccise il nuovo Super-Chief e fuggì. Quindi passò a torturare Waverider e disperse Time Commander così da scoprire l'ubicazione di Rip, mentre si riuscì ad intuire che la pelle metallica di Waverider fu fusa da Skeets così da potersi ricostruire una nuova copertura.
Skeets infine riuscì ad individuare il rifugio di Rip nella città in bottiglia di Kandor, insieme a Supernova. Si scoprì che Supernova era in realtà Booster Gold, che falsificò la sua morte con l'aiuto di Rip al fine di arrestare i piani di Skeets. Rip utilizzò il proiettore della Zona Fantasma per fermarlo, ma Skeets assorbì la Zona e costrinse Rip e Booster a fuggire. Così, Booster ricomparve durante la Terza Guerra Mondiale e rubò un missile nanotecnologico da John Henry Irons al fine di fermare Skeets. Booster e Rip utilizzarono T.O. Morrow e la testa di Red Tornado come esca per attirare Skeets, che non solo abboccò, ma cercò di estrarre la mappa dall'interno della testa di Red Tornado quando Bosster e Rip ricomparvero. A quel punto, il guscio di Skeets si aprì e rivelò cosa c'era all'interno: una versione mutata di Mr. Mind, che utilizzò Skeets come bozzolo durante la sua metamorfosi. Quindi, Booster e Rip fuggirono verso "dove tutto è cominciato".
Mentre Mr. Mind faceva piazza pulita dei nuovi 52 universi paralleli che si generarono dalla Crisi Infinita, Booster Gold e Rip Hunter, utilizzando lo scarabeo di Blue Beetle dalla Crisi sulle Terre infinite e il Suspendium dal laboratorio di Sivana misero i resti mal funzionanti ma ancora coscienti di Skeets in una bomba a tempo, sperando di contenere Mr. Mind abbastanza a lungo da farlo scagliare nel flusso temporale da Booster e dal nuovo Supernova, Daniel Carter. Anche se completamente distrutto, Skeets fu ricostruito come un responsometro contenente una copia parziale dei propri ricordi, combinato con i rinforzi di Doc Magnus per il suo primo lavoro di riparazione. Skeets si risvegliò incapace di ricordare gli eventi dell'ultimo anno, e fu Booster a riempire i vuoti nella sua memoria.

### Un Anno Dopo
Il guscio vuoto di Skeets divenne parte dei reperti della JLA nella sala dei trofei in Justice League of America vol. 2 n. 7. Ricomparve poi nella serie Booster Gold del 2007 al fianco del personaggio omonimo, di Rip Hunter e Daniel Carter, continuando la loro avventura da 52. Ora, Skeets aveva una nuova forma aggiornata e più "scatolare" della sua precedente forma ovale. Si scoprì anche che Skeets era ora un modello 2.0 di robot di sicurezza.
In Justice League: Generation Lost, Skeets aiutò Booster, insieme a Fire, Ice e Capitan Atomo, nella caccia all'uomo per portare il resuscitato Maxwell Lord alla giustizia. Tuttavia, Max utilizzò i suoi poteri psichici al massimo per cancellare il ricordo di sé dalle menti del mondo intero. Per qualche ragione, Skeets e i membri della Justice League International erano gli unici a ricordarsi dell'esistenza di Max. Skeets riuscì ad hackerare le informazioni di Checkmate dopo che fu informato di dover hackerare ogni file su ogni organizzazione sulla Terra per scoprire il nascondiglio di Max.

## Poteri e abilità
Skeets è un robot di sicurezza del XXV secolo (a volte "unità valletto") con un'intelligenza artificiale. È capace di volare, di creare pensieri cognitivi, e di proiezione di voce, che tutto considerato è altamente avanzato per il XXI secolo. Possiede anche le registrazioni storiche e i titoli che gli donarono una vasta conoscenza di ciò che sarebbe accaduto tra il XXI e il XXV secolo, anche se la sua affidabilità divenne discutibile, come sopra citato. Possiede numerosi oggetti in miniatura e armi all'interno del suo guscio, ed è equipaggiato con un potente scaricatore di energia. È apparentemente immune alla manipolazione della realtà e del tempo.
Al momento ospite in un nuovo corpo, simile all'originale ma creato da Will Magnus ai nostri giorni, potrebbe aver perso alcune delle sue facoltà, come la particolare lega aurea che circondava il suo corpo che Mister Mind affermò essere la pelle di Waverider. Riottenne una parziale ma estesa conoscenza del futuro, e alcune abilità di viaggio temporale come la resistenza alla devastazione del viaggio nel tempo e un faro che lo mantiene sempre in contatto con la Sfera del Tempo di Rip Hunter, successivamente ricostituite proprio da Hunter, che aggiornò il costume di Booster Gold con la stessa tecnologia usata per impiegare il duo come agenti temporali.

## Altri media

### Televisione
- Skeets, insieme a Booster Gold, comparve in numerosi episodi della serie animata Justice League Unlimited.
- Skeets e Booster comparvero sullo sfondo durante la prima puntata della serie animata Legion of Super Heroes.
- Skeets comparve nell'episodio "Menace of the Conqueror Caveman" della serie animata Batman: The Brave and the Bold[18]. Fu rapito da Kru'll l'Eterno dopo che Booster rivelò cos'era che lo potenziava. Skeets successivamente salvò Booster dalle versioni super potenziate degli scagnozzi di Kru'll rilasciando una carica del raggio di Kru'll e invertendolo. Comparve poi insieme a Booster nell'episodio "A Bat Divided", ma non ebbe un ruolo con battute. Ritornò poi nella puntata in due parti "The Siege of Starro" con Booster Gold (che era tra i pochi supereroi che non erano controllati dai piccoli Starro). Skeets fu poi al fianco di Booster Gold nell'episodio "Menace of the Madniks".
- Skeets comparve nell'episodio "Booster Gold" della serie televisiva Smallville. Ebbe le sembianze di una cuffia bluetooth invece del tipico disegno robotico dei fumetti, ma finì con l'eseguire gli stessi obiettivi come guida informativa di Booster.

### Videogiochi
- Skeets comparve nel videogioco DC Universe Online.